# Simon (patronyme)
Pour les articles homonymes, voir Simon.
Cette page présente le nom de famille Simon ainsi que ses variantes.

## Nom de famille
Simon est un nom de famille  notamment porté par :

- Abbey Simon (1920-2019), pianiste de concert et un enseignant américain ;
- Achille Simon, architecte belge ;
- Agnes Simon (1935-2020), pongiste allemande d'origine hongroise ;
- Albert Simon (1920-2013), homme de radio français ;
- André Simon  ;
- André-Louis Simon (1877-1970), bibliographe et écrivain ;
- Andreu Simon (1991-), coureur d'ultra-trail catalan ;
- Anna Simon (1862-), femme politique allemande;
- Anna Simon (1982-) journaliste catalane;
- Antoine Simon  ;
- Ashleigh Simon (1989-), golfeuse sud-africaine ;
- August Heinrich Simon (1805-1860) homme politique allemand ;
- Baba Simon (1906-1975), prêtre camerounais ;
- Barry Simon (1946-), mathématicien-physicien américain ;
- Beatrice Simon (1960-), personnalité politique suisse ;
- Bénédicte Simon (1997-), footballeuse française ;
- Bernhard Simon (1816-1900), architecte suisse ;
- Bob Simon  ;
- Bouli Simon (1906-1993), résistant français ayant sauvé des enfants juifs de la Shoah avec sa femme Shatta Simon ;
- Brigitte Simon (1926-2009), maître-verrière, peintre et graveuse française ;
- Brigitte Simon-Glinel (1956-), joueuse de tennis française ;
- Carly Simon (1945-), chanteuse américaine ;
- Charles Simon  ;
- Claire Simon (1955-), réalisatrice, scénariste, actrice ;
- Claude Simon  ;
- Cliff Simon (1962-2021), acteur sud-africain ;
- David Simon  ;
- Christian Simon (1937-?), acteur français ;
- Diederik Simon (1970-), rameur néerlandais ;
- Edith Simon (1961-), judoka autrichienne ;
- Édouard Simon  ;
- Edmond Simon (1923-1944), résistant français ;
- Édouard-François Simon (1769-1826), général d'Empire français ;
- Édouard-Thomas Simon (1740-1818), bibliothécaire français ;
- Elisabeth Simon (1909-1970), première Miss Hongrie en 1929. Elle est élue Miss Europe en 1929 à Paris ;
- Émile Simon (1890-1976) artiste peintre français ;
- Émilie Simon (1978-), auteure, compositrice et interprète française ;
- Eugène Simon  ;
- Ernest Simon, 1er baron Simon de Wythenshawe, (1879-1960), industriel, homme politique et fonctionnaire britannique ;
- Ernest Simon (1848-1895), peintre paysagiste et orientaliste français ;
- Francis Simon (1893-1956), physicien germano-britannique ;
- François Simon  ;
- François Antoine Simon (1843-1923), général et président haïtien ;
- François Gabriel Simon (1768-1834), homme politique français ;
- Frédéric-Émile Simon (1805-1886 ?), graveur et imprimeur strasbourgeois ;
- Fridolin Simon (1790-1850), architecte suisse ;
- Georges Simon  :
- Gérard Simon  ;
- Geroy Simon (1975-), joueur américain de football canadien ;
- Gilles Simon (1984-), joueur de tennis professionnel français ;
- Glyn Simon (1903-1972), évêque anglican ;
- Gustav Simon ou Gustave Simon  ;
- Hans-Arno Simon (1920-1989), chanteur allemand ;
- Henri Simon  ;
- Henry Simon  ;
- Herbert Simon (1916-2001), politologue, économiste, sociologue et psychologue américain ;
- Hippolyte Simon (1944-2020), archevêque de Clermont ;
- Honoré Simon (XVIIe siècle), lexicographe français ;
- Irène Simon
- Jacques Simon  ;
- Jacques Germain Simon (1753-1839), homme politique français ;
- Jan Simon (1966-), pianiste tchèque ;
- Jan David Simon, 3e vicomte Simon (1940-2021), pair britannique ;
- Jean Simon  ;
- Jean Baptiste Charles Simon de La Mortière (1770-1856), général de brigade français ;
- Jean-Charles Simon  ;
- Jean-Claude  ;
- Jean-Daniel Simon (1942-2021), acteur et cinéaste français ;
- Jean-Henri Simon (1783-1861), compositeur flamand ;
- Jean-Salomon Simon (1908-1945), résistant français, Compagnon de la Libération ;
- Jean-Yves Simon (1961-), dit Simon, peintre et écrivain français ;
- Jérôme Simon (1960-), coureur cycliste français ;
- Jessica Simon (1985-), gymnaste trampoliniste allemande ;
- Joe Simon (en) (1936-2021), chanteur et compositeur américain ;
- John Simon  ;
- Jordi Simón (1990-), coureur cycliste espagnol ;
- Josef Simon (1865-1949), homme politique allemand ;
- Jules Simon (1814-1896), philosophe et homme d'État français ;
- Julia Simon (1996-), biathlète française ;
- Julien Simon (1985-), coureur cycliste français ;
- Jürgen Simon (1938-2003), coureur cycliste allemand ;
- Justin Simon (1996-), basketteur américain ;
- Kyah Simon (1991-), footballeuse australienne ;
- Leon Simon (1945-), mathématicien australien ;
- Léon Simon (1836-1910), dessinateur et peintre français ;
- Louis-Victor Simon (1764-1820), violoniste et compositeur français ;
- Louise-Marie Simon connue comme Claude Arrieu (1903-1990), compositrice ;
- Lucas Simón (1986-), footballeur argentin ;
- Lucy Simon (1940-2022), compositrice américaine ;
- Lucien Simon (1861-1945), peintre français ;
- Maïa Simon (1939-2007), actrice française ;
- Marc Simon :
  - Marc Simon (1883-1964), décorateur français ayant travaillé (avec son fils Pierre) en particulier sur la gare maritime de Cherbourg et pour des paquebots transatlantiques ;
  - Marc Simon (1924-2015), prêtre catholique français ;
- Marcel Simon  ;
- Maurice Simon (1879-1941), musicien français ;
- Maurice Simon (1923-1994), juge et écrivain français ;
- Max Simon (1899-1961), SS allemand ;
- Maya Simon (1945-), actrice, réalisatrice et productrice suisse de cinéma ;
- Michel Simon (1895-1975), acteur suisse ;
- Miles Simon (1975-), joueur américain de basket-ball  ;
- Morgan Simon (1987-), réalisateur et scénariste français ;
- Nathalie Simon (1964-), sportive et présentatrice française ;
- Nathalie Simon (1962-), athlète française ;
- Neil Simon (1927-2018), scénariste, auteur et acteur américain ;
- Nicolas Simon (1741-1822), prêtre catholique français ;
- Norton Simon (1907-1993), industriel et philanthrope américain ;
- Pascal Simon (1956-), coureur cycliste français ;
- Patrick Simon  ;
- Paul Simon  ;
- Paul Ludwig Simon (1771-1815), architecte allemand ;
- Péter Simon (1991-), coureur cycliste hongrois ;
- Pierre Simon  ;
- Pierre-Henri Simon (1903-1972), écrivain français, académicien ;
- René Simon (1898-1971), acteur français, fondateur en 1925 du cours Simon ;
- Richard Simon (1638-1712), exégète français ;
- Robert F. Simon (1908-1992), acteur ;
- Romain Simon (1916-2007), illustrateur ;
- Robin Simon (1956-), guitariste britannique ;
- Roger Simon (1943-), scénariste, réalisateur et écrivain de roman policier américain ;
- Ruth Simon (1962-), journaliste érythréenne ;
- Sacha Simon (1908-2011), journaliste français ;
- Sam Simon (1955-2015), scénariste, producteur, réalisateur et acteur américain ;
- Sébastien Simon  ;
- Serge Simon (1967-), joueur de rugby français ;
- Shatta Simon (1910-2003), éducatrice et résistante française ayant sauvé des enfants juifs de la Shoah avec son mari Bouli Simon ;
- Shena Simon (1883-1972), personnalité politique britannique ;
- Simone Simon (1910-2005), actrice française ;
- Stéphane Simon (1967-), producteur de télévision français ;
- Steve Simon, joueur de tennis américain ;
- Susana Simon (1913-2000), artiste peintre allemande ;
- Susanna Simon (1968-), actrice allemande ;
- Théodore Simon (1873-1961), psychologue français ;
- Thibaut Simon (1983-), joueur français de water-polo ;
- Tobias Simon (1992-), sportif allemand, spécialiste du combiné nordique ;
- Victor Simon (1888-1972), inventeur belge ;
- Vincent Simon (1983-), footballeur tahitien ;
- Vincent Simon (1990-), escrimeur français ;
- Wilfrid Simon (1955-), écrivain français, auteur de roman policier ;
- Winston Simon (1930-1976), musicien trinidadien spécialiste de steel-drum ;
- Yehude Simon (1947-), homme politique péruvien ;
- Yohann Simon (2001-), coureur cycliste français ;
- Yoland Simon (1941-), homme de lettres français ;
- Yves Simon  ;
- Yvonne Simon (1910-1992), pilote automobile française.

## Personnages de fiction
- Hégésippe Simon, personnage inventé par le journaliste Paul Birault en 1913.